# 58 Minutes pour vivre
Série Die Hard
Piège de cristal
(1988) Une journée en enfer
(1995)
Pour plus de détails, voir Fiche technique et Distribution.
58 Minutes pour vivre (Die Hard 2, parfois sous-titré Die Harder) est un film d'action américain réalisé par Renny Harlin et sorti en 1990.
C'est le deuxième opus de la série Die Hard entamée deux ans plus tôt avec Piège de cristal (Die Hard). Le scénario est une libre adaptation du roman 58 Minutes (en) de Walter Wager, qui n'a initialement aucun lien avec Piège de cristal.
Le film débute en 1990, un an après les événements du Nakatomi Plaza, John McClane a quitté New York et est désormais un officier de la police de Los Angeles. Il attend sa femme Holly à l'aéroport international de Washington-Dulles. John ignore que c'est ici même que va se poser l'avion de Ramon Esperanza, un général et ex-dirigeant du Val Verde qui doit être traduit devant la justice américaine pour trafic de stupéfiants. Au sol, un groupe de mercenaires, dirigé par le colonel William Stuart, fait chanter les autorités en coupant les communications entre la tour de contrôle et les appareils en vol afin de faire évader Esperanza. John ne peut compter sur la sécurité de l'aéroport peu coopérative et a 58 minutes pour trouver une solution avant que l'avion de sa femme ne s'écrase faute de carburant.

## Synopsis
Un an après les événements du Nakatomi Plaza, John McClane qui a quitté New York et est désormais un officier de la police de Los Angeles, attend sa femme Holly à l'aéroport international de Washington-Dulles pour passer les fêtes dans la famille de cette dernière. Mais le policier se fait embarquer sa voiture mal garée par la fourrière de l'aéroport et l'avion de sa femme a finalement pris du retard. John ignore que c'est ici même que va se poser l'avion de Ramon Esperanza, un général et ex-dirigeant du Val Verde qui doit être traduit devant la justice américaine pour trafic de stupéfiants, d'où la présence de nombreux journalistes dont Samantha Coleman.
Pendant ce temps, un groupe de mercenaires, dirigé par le colonel William Stuart, se prépare à une mystérieuse opération en faisant un dernier repérage dans l'aéroport avant d'investir une église à proximité (non sans tuer son propriétaire) pour l'utiliser comme base. Mais le comportement de certains mercenaires dans l'aérogare intrigue John qui décide d'en suivre deux jusque dans la zone de bagages. Mais les deux mercenaires ripostent. Alors que John réussit à en tuer un, l'autre parvient à s'enfuir.
À la suite de l'incident, John se rend dans le bureau de Carmine Lorenzo, chef de la sécurité de l'aéroport. Mais ce dernier le réprimande fortement en lui reprochant d'agir sur son domaine et refuse de l'écouter. Vexé, John décide de relever les empreintes du mort et les communique à son collègue Al Powell à Los Angeles. Pendant ce temps, la tour de contrôle s'apprête à vivre une soirée très compliquée entre l'arrivée d'Esperanza, une nouvelle tempête de neige et de nombreux vols à gérer en ce soir de réveillon. Pour ne rien arranger, John, ayant réussi à identifier le mort, se rend dans la tour de contrôle pour signaler la présence de mercenaires qui voudraient s'en prendre à la sécurité de l'aéroport.
Au même moment, les mercenaires ont réussi à effectuer les branchements et prennent le contrôle des installations de l'aéroport, éteignant les pistes et privant la tour de contrôle de ses instruments. John comprend que ça ne fait que commencer. En effet, le colonel Stuart appelle la tour pour leur dire de les laisser récupérer Esperanza à l'atterrissage sous peine de grandes représailles et qu'ils vont couper la communication avec les avions en approche qui doivent se mettre en attente. Après cela, John critique les méthodes de Lorenzo. Celui-ci le chasse de la tour, tandis que le technicien Barnes se prépare à partir dans le nouveau terminal avec une escorte pour rétablir les communications.
Ayant entendu le plan de Barnes, John s'y rend également en passant par les sous-sols de l'aéroport pour échapper à la sécurité, guidé par le vieux gardien Marvin qui en possède tous les plans. Pendant que la tour annonce les retards dans l'aérogare, l'équipe de Barnes arrive dans le nouveau terminal, mais une équipe de mercenaires, qui se tenait en embuscade, élimine tous les membres de la sécurité. Barnes est sauvé in extremis par John qui apparaît et tue tous les mercenaires présents. Mais la tour de communication du nouveau terminal explose. John et Barnes ont perdu une bataille. Apprenant l'élimination de son équipe, le colonel Stuart appelle la tour pour leur annoncer des représailles. Lorenzo commet la bévue de dévoiler l'identité de John McClane au colonel. S'estimant provoqué par une question que lui pose MacClane au téléphone (« Et maintenant qu'est-ce que vous allez faire ? Nous sortir la bombe à neutrons ? »), le colonel décide de faire s'écraser un avion sur la piste en faussant les données fournies par son altimètre, sous le regard impuissant de la tour. John tente en vain d'empêcher ce drame.
Après la catastrophe, le directeur de la tour, M. Trudeau, annonce à John démoralisé qu'il a appelé l'armée pour venir régler la situation et annonce que l'avion de sa femme doit se poser dans les 90 minutes avant de se crasher. À bord, Holly McClane se trouve dans le même appareil que Richard Thumberg, le journaliste qu'elle avait frappé l'année précédente, et qui a depuis reçu l'ordre de s'en éloigner. Mais ce dernier, intrigué par certains évènements liés à cette attente, part chercher plus d'informations vers le poste de pilotage qui est silencieux. Entretemps, Barnes vient d'avoir l'idée d'utiliser la balise d'approche pour pouvoir communiquer avec les avions sans que l'équipe du colonel Stuart s'en rende compte.
Si l'arrivée des militaires dirigés par le commandant Grant, ancien collègue de Stuart, ne rassure pas John, ces derniers ont découvert dans la zone de bagage un poste émetteur pour écouter la tour, mis en place par les deux mercenaires surpris par John au début. Grant organise une réunion pour localiser Stuart, mais John n'est pas convié et retourne voir Marvin au sous-sol pour essayer de la rejoindre. Une fois là-bas, il découvre que celui-ci a récupéré un des talkie-walkie des mercenaires, ce qui va permettre d'entendre leurs conversations, au bon moment, car l'avion du général Esperanza est en approche. John est guidé par Stuart, à son insu, via le talkie-walkie, vers la piste où l'avion va atterrir.
À bord de l'avion, le général réussit à se défaire de ses gardiens et pilotes, et connaît un atterrissage compliqué. Une fois au sol, John le neutralise... pour une courte durée car l'équipe de Stuart arrive à la rescousse. John se retrouve piégé dans le cockpit, l'équipe du colonel lui balance des grenades avant de partir avec le général vers l'église. John doit son salut au siège éjectable avec le parachute. Pendant ce temps, Barnes réussit à communiquer avec les avions via la balise d'approche et les informe de ce qu'il se passe au sol. Mais la communication est captée et enregistrée par le journaliste Thumberg, qui la transmet au studio. Plus tard, John se fait à nouveau réprimander par le commandant, mais peut compter sur Barnes pour l'aider à localiser l'église où se trouvent la bande de mercenaires et Esperanza.
Après avoir trouvé l'église, John combat une sentinelle qu'il réussit à tuer, avant d'être rejoint par Grant qui vient lui présenter ses excuses. L'équipe de Grant lance l'assaut sur la base de Stuart, qui en profite pour s'échapper en motoneige avec Esperanza après avoir placé des explosifs sur les instruments permettant de gérer le trafic aérien. John abat un autre tueur et récupère sa motoneige et son arme pour poursuivre. Mais il découvre avec stupéfaction que son arme est chargée de balles à blanc et échappe à la mort. Il comprend que l'équipe de Grant est de connivence avec son ancien camarade et cette opération permet de masquer leur fuite. Stuart demande à la tour de lui fournir un avion, tandis que Grant part retrouver Stuart.
Alors que l'information de Richard Thumberg arrive à la télévision, provoquant la panique dans l'aéroport, John retrouve Lorenzo dans son bureau et lui tire dessus avec les balles à blanc pour le convaincre de la trahison de Grant. Lorenzo décide d'agir, mais se retrouve débordé par le mouvement de panique. Heureusement John peut compter sur l'hélicoptère de Samantha Coleman pour le rapprocher de l'avion. Pendant ce temps, Richard est assommé par Holly, tandis que Grant retrouve son ami à l'avion où ils embarquent dans l'euphorie avec Esperanza. John saute de l'hélicoptère sur l'avion et réussit à bloquer une aile. Grant sort le combattre, mais il est broyé par le réacteur. Stuart intervient à son tour et réussit à éjecter John, alors que ce dernier a déverrouillé la trappe de carburant. Il met le feu à l'avion avant son décollage.
L'explosion permet à l'avion d'Holly d'atterrir en urgence dans de bonnes conditions en suivant le feu comme indicateur de piste, suivi des autres avions qui attendaient dans le ciel. Le personnel de la tour de contrôle est soulagé. John retrouve Holly, sous les yeux de Samantha qui décide de ne pas les filmer pour les préserver. Marvin vient les chercher, tandis que Lorenzo annonce qu'il fait sauter le PV que John avait eu en ouverture du film et lui souhaite un Joyeux Noël.

## Fiche technique
Sauf indication contraire, les informations mentionnées dans cette section peuvent être confirmées par les bases de données cinématographiques IMDb et Allociné,  présentes dans la section « Liens externes ».
- Titre original : Die Hard 2 (parfois sous-titré Die Harder[N 1])
- Titre français et québécois : 58 Minutes pour vivre
- Réalisation : Renny Harlin
- Scénario : Doug Richardson et Steven E. de Souza, d'après le roman 58 Minutes (en) de Walter Wager et d'après certains personnages créés par Roderick Thorp
- Musique : Michael Kamen
- Direction artistique : Christiaan Wagener
- Décors : John Vallone
- Costumes : Marilyn Vance
- Photographie : Oliver Wood
- Son : Kevin F. Cleary, Michael Jiron, Richard Overton, Sergio Reyes, Gary D. Rogers, B. Tennyson Sebastian III, Ken Stone
- Montage : Stuart Baird et Robert A. Ferretti
- Production : Charles Gordon, Lawrence Gordon et Joel Silver
  - Production exécutive : James Herbert
  - Production déléguée : Lloyd Levin et Michael Levy
  - Production associée : Suzanne Todd
  - Coproduction : Steve Perry
- Sociétés de production : Gordon Company et Silver Pictures, présenté par Twentieth Century Fox
- Société de distribution : Twentieth Century Fox
- Budget : 70 millions de $[1],[2]
- Pays de production :  États-Unis
- Langues originales : anglais, espagnol
- Format : couleur (DeLuxe)
  - version 35 mm — 2,39:1 Panavision (anamorphic) — son Dolby stéréo
  - version 70 mm à partir de négatifs 35 mm — 2,20:1 (Panavision 70) — son Stéréo 6 pistes
- Genre : action, policier, thriller
- Durée : 124 minutes
- Dates de sortie[3] :
  - États-Unis : 3 juillet 1990
  - Québec : 4 juillet 1990[4]
  - France : 3 octobre 1990
- Classification :
  - États-Unis : interdit aux moins de 17 ans (R – Restricted)
  - France : tous publics avec avertissement[5]
  - Québec : 13 ans et plus (violence - langage vulgaire) (13+ / 13 years and over)[4]

## Distribution
- Bruce Willis (VF : Patrick Poivey) : le lieutenant John McClane
- Bonnie Bedelia (VF : Anne Deleuze) : Holly Gennero McClane
- William Sadler (VF : Gérard Berner) : le colonel William Stuart
- Dennis Franz (VF : Yves Barsacq) : le capitaine Carmine Lorenzo
- Franco Nero (VF : Marc Alfos) : le général Ramon Esperanza, ex-dirigeant du Val Verde
- William Atherton (VF : Bernard Woringer) : Richard « Dick » Thornburg
- Reginald VelJohnson (VF : Roger Lumont) : le sergent Al Powell
- Fred Thompson (VF : William Sabatier) : Ed Trudeau
- Art Evans (VF : Robert Darmel) : Leslie Barnes
- John Amos (VF : Sady Rebbot) : le commandant Grant
- Tom Bower (VF : Joseph Falcucci) : Marvin, le gardien
- Sheila McCarthy (VF : Virginie Ledieu) : Samantha « Sam » Coleman
- Don Harvey (VF : Patrick Borg) : Garber
- Vondie Curtis-Hall : Miller
- John Costelloe : le sergent Oswald Cochrane
- Peter Nelson (en) : Thompson
- Tony Ganios : Baker
- Robert Patrick : O'Reilly
- Michael Cunningham : Sheldon
- John Leguizamo : Burke
- Tom Verica : Kahn
- Mark Boone Junior : Shockley
- Ken Baldwin : Mulkey
- Patrick O'Neal : le caporal Telford
- Sherry Bilsing : l'hôtesse de l’air du North-East
- Jeanne Bates (VF : Françoise Fleury) : la dame âgée dans le North-East
- Karla Tamburrelli (pt) (VF : Pauline Larrieu) : Connie, l'hôtesse de l'air du North-East
- Colm Meaney (VF : Michel Fortin) : le pilote du Windsor 114
- Robert Costanzo : le sergent Vito Lorenzo
- Connie Lillo-Thieman (VF : Dany Laurent) : la femme au bureau des renseignements
- Joseph Michael Roth : C. Ferrat, un garde du corps du capitaine Lorenzo
- Dru Berrymore : la secrétaire du capitaine Lorenzo (non créditée)
- Carol Barbee : la présentatrice

Source et légende : version française (VF) sur Doublage Séries Database

## Production

### Genèse et développement
Tout comme le premier film, 58 Minutes pour vivre est l'adaptation libre d'un roman, 58 Minutes (en) de Walter Wager publié en 1987. Ce roman n'a initialement rien à voir avec le précédent et est retravaillé pour coller au personnage de John McClane (dans le roman le personnage principal, Frank Malone, attend sa fille qui revient de Californie). Par ailleurs, l'un des scénaristes, Steven E. de Souza, admettra plus tard en interview que les méchants du films s'inspirent de plusieurs personnalités d'Amérique centrale et de l'affaire Iran-Contra,. Le personnage du général est également basé sur Manuel Noriega.
John McTiernan, réalisateur du premier film, devait initialement en réaliser la suite, mais en a été empêché par ses engagements sur À la poursuite d'Octobre rouge (1990). C'est alors le réalisateur d'origine finlandaise Renny Harlin qui est choisi, certains producteurs de la Fox ayant été impressionnés par les rushes des Aventures de Ford Fairlane, pas encore sorti à l'époque. Il avait déjà failli collaborer avec la Fox pour Alien 3, qu'il a finalement refusé.

### Tournage
Le tournage se déroule du 28 novembre 1989 au 6 avril 1990. Il a lieu notamment dans le terminal international Tom Bradley de l'aéroport international de Los Angeles (alors que l'action se déroule dans l'aéroport international de Washington-Dulles). Certains plans d'aéroport, intérieurs et extérieurs, sont réalisés dans l'ancien Aéroport international Stapleton de Denver dans le Colorado. D'autres villes du Colorado sont utilisées (Breckenridge). Lors du tournage dans l'État du Colorado, l'équipe est confrontée à un cruel manque de neige. Une énorme quantité de neige artificielle sera alors utilisée, notamment pour la scène de poursuite en motoneige.
Les scènes de l'église enneigée sont tournées à Highlandlake, près de Mead dans le Colorado. Les scènes à l'intérieur de l'avion sont tournées dans les Universal Studios d'Universal City.
Le tournage a également lieu dans le Michigan (notamment la péninsule supérieure du Michigan, Alpena et son aéroport, Sault Sainte-Marie, Kincheloe Air Force Base) et en Californie (Granada Hills, San Francisco, Santa Rosa, col de Tehachapi).

### Musique
Bandes originales Die Hard
Piège de cristal
(1988) Une journée en enfer
(1995)
Michael Kamen, déjà compositeur du premier film, reprend du service pour Die Hard 2. Il reprend quelques thèmes du premier opus, notamment dans les séquences d'action. De plus, il adapte Finlandia de Jean Sibelius, comme il l'avait fait avec la Symphonie no 9 de Beethoven dans Piège de cristal.
Le générique de fin est le standard Let It Snow! Let It Snow! Let It Snow! interprété par Vaughn Monroe, comme pour le premier opus.
| 1.  | Colonel Stuart                         | Michael Kamen          |               | 1:28 |
| 2.  | Baggage Handling                       | Michael Kamen          |               | 3:45 |
| 3.  | General Esperanza                      | Michael Kamen          |               | 2:11 |
| 4.  | The Annex Skywalk                      | Michael Kamen          |               |      |
| 5.  | The Church                             | Michael Kamen          |               | 1:12 |
| 6.  | The Doll                               | Michael Kamen          |               | 3:48 |
| 7.  | The Runway                             | Michael Kamen          |               | 3:55 |
| 8.  | In the Plane                           | Michael Kamen          |               | 1:37 |
| 9.  | Icicle                                 | Michael Kamen          |               | 2:53 |
| 10. | Snowmobiles                            | Michael Kamen          |               | 2:40 |
| 11. | The Terminal                           | Michael Kamen          |               | 6:08 |
| 12. | Finlandia                              | Jean Sibelius          |               | 7:29 |
| 13. | Let It Snow! Let It Snow! Let It Snow! | Sammy Cahn, Jule Styne | Vaughn Monroe |      |

## Accueil

### Accueil critique
Le film reçoit des critiques plutôt partagées. Sur l'agrégateur américain Rotten Tomatoes, il récolte 68% d'opinions favorables pour 63 critiques et une note moyenne de 6,15⁄10. Sur Metacritic, il obtient une note moyenne de 67⁄100 pour 17 critiques.
En France, le site Allociné propose une note moyenne de 2,6⁄5 à partir de l'interprétation de critiques provenant de 5 titres de presse.

### Box-office
| Pays ou région | Box-office      | Date d'arrêt du box-office | Nombre de semaines |
| -------------- | --------------- | -------------------------- | ------------------ |
| États-Unis     | 117 540 947 $   | 9 septembre 1990           | 10                 |
| France         | 995 836 entrées | -                          | -                  |
| Total mondial  | 240 247 433 $   | -                          | -                  |

## Distinctions
Source : Internet Movie Database

### Récompense
- BMI Film and TV Awards 1991 : Prix BMI de la meilleure musique de film pour Michael Kamen

### Nomination
- Awards of the Japanese Academy 1991 : meilleur film étranger

## Éditions en vidéo
En France, le film 58 Minutes pour vivre est sorti en DVD le 26 janvier 2000, une édition DVD collector est sortie le 20 février 2002, une édition DVD édition prestige est sortie le 24 août 2005, puis trois DVD éditions simple sont sorties en 2003 et 2007,.
Avec l'arrivée du Blu-ray, deux versions simple Blu-ray sont sorties le 4 janvier 2008 et le 1er septembre 2010.
Le film est également sorti en VOD le 1er août 2014.

## Commentaires
McClane décrit les armes des terroristes comme « fabriquées en céramique en Allemagne, indétectables aux rayons X » et très onéreuses. Or le Glock 7, cité dans le film est fictif, et probablement basé sur le Glock 17, fabriqué en Autriche et pas en Allemagne. Le Glock 17 étant fabriqué essentiellement avec du polymère 2 (et pas en céramique, qui exploserait avec les détonations des balles) qui est détectable dans un portique de sécurité d'un aéroport, mais aussi en acier avec un ressorts en métal, et bien entendu les balles elles-mêmes. De plus, le Glock 17 est connu pour être bon marché.
La substitution "cartouches réelles"/"cartouches à blanc" (chargeurs rouges/chargeurs bleus) d'un excellent effet dramatique ne peut en fait pas marcher : il faut un réducteur au bout du canon d'une arme automatique. En effet celle-ci fonctionnant par emprunt des gaz l'absence de balle (cartouche à blanc) ne permet pas une compression des gaz permettant le réarmement. En l'absence de "bouchon de tir à blanc" une arme automatique ou semi-automatique tire au coup par coup et doit être réarmée après chaque tir. Les armes de cinéma (les automatiques) sont munies d'un dispositif discret (en général canon réduit intérieurement) afin de permettre le tir en rafale.